# グロッテ

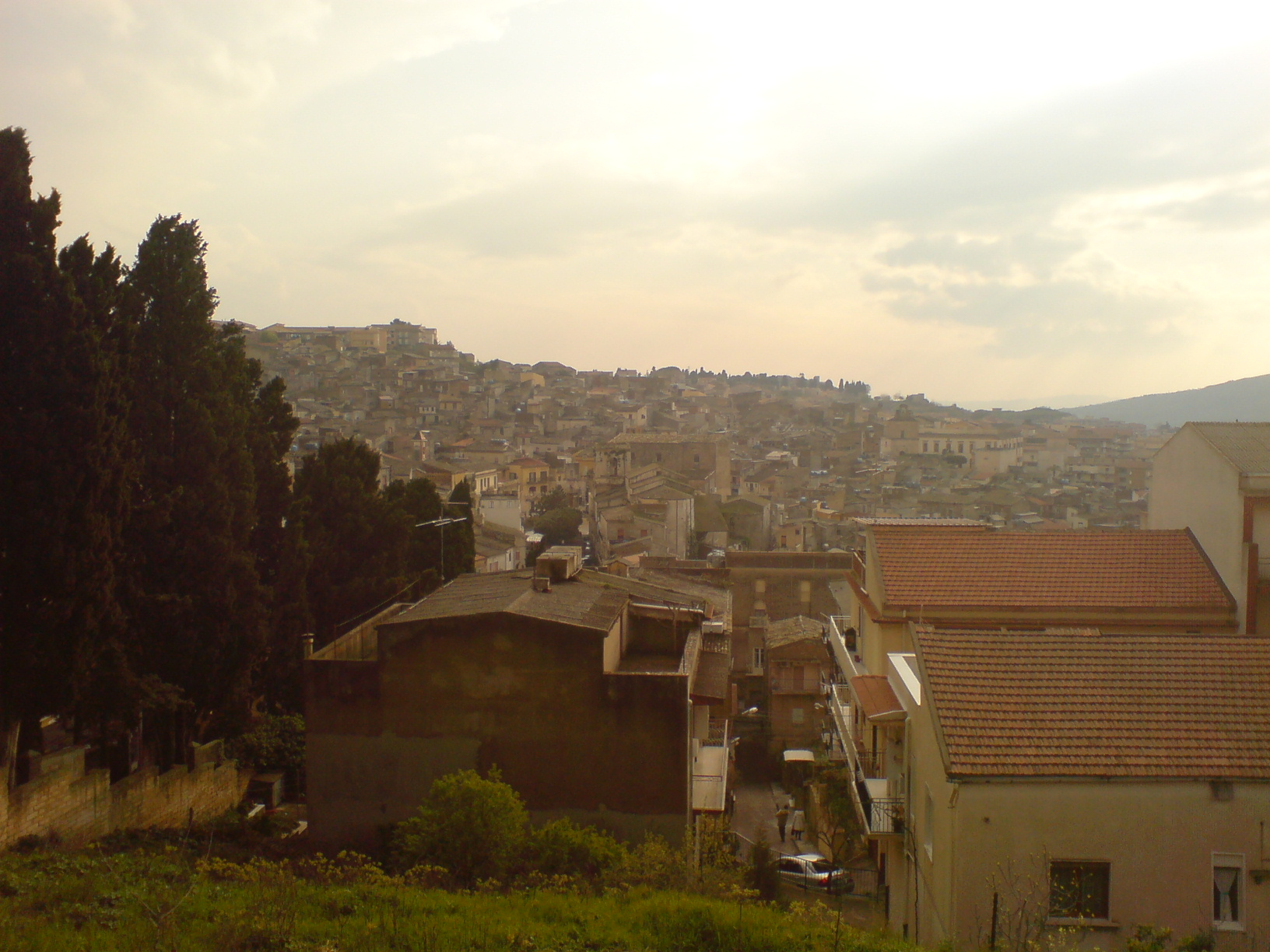
Grotte

グロッテ（イタリア語: Grotte）は、イタリア共和国シチリア自治州アグリジェント県にある、人口約5,600人の基礎自治体（コムーネ）。

## 地理

### 位置・広がり

#### 隣接コムーネ
隣接するコムーネは以下の通り。括弧内のCLはカルタニッセッタ県所属を示す。
- アラゴーナ
- カンポフランコ (CL)
- コミティーニ
- ファヴァーラ
- ミレーナ (CL)
- ラカルムート